# XLD-Agar
Der XLD-Agar (Xylose-Lysin-Desoxycholat-Agar) ist ein Nährmedium zur Anzucht und ersten Differenzierung gramnegativer Bakterien. Es wurde entwickelt von W.J. Taylor (1965) und in den folgenden zwei Jahren von Taylor, B. Harris und D. Schelhart weiterentwickelt.

## Wirkungsweise

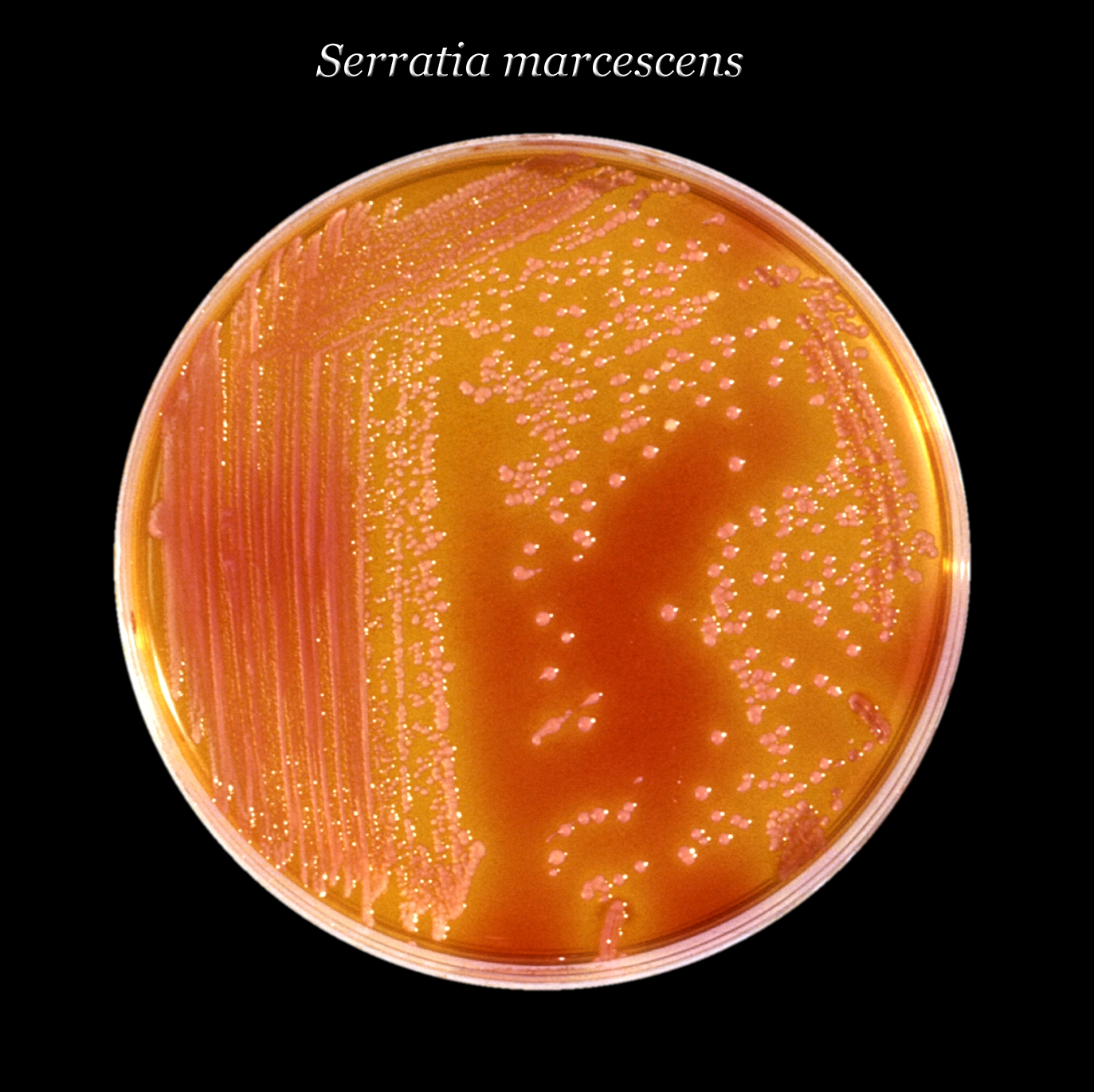
Kolonien von Serratia marcescens auf XLD-Agar, mit positivem Ergebnis für Säurebildung durch Kohlenhydratverwertung.

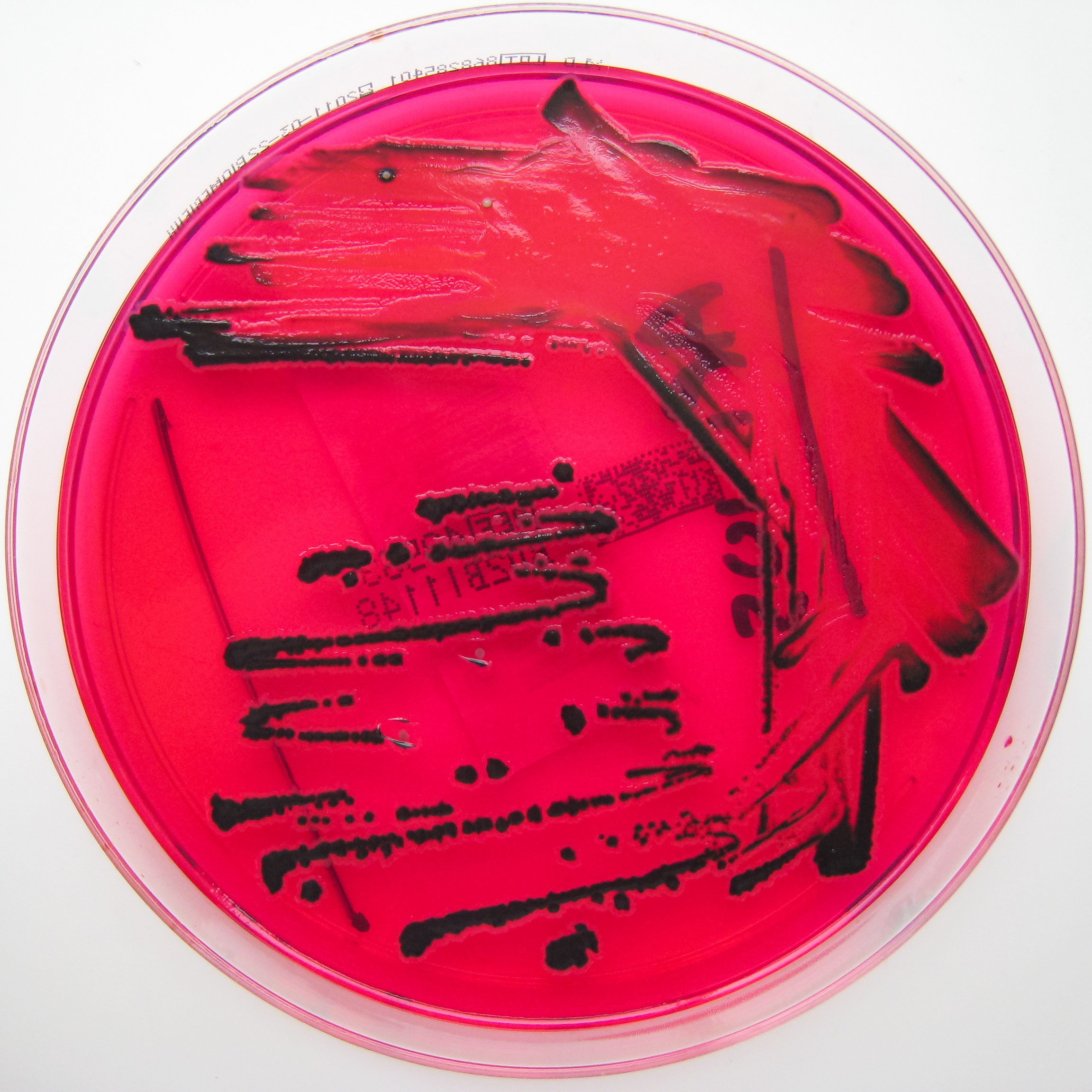
Kolonien von Salmonella auf XLD-Agar, mit positivem Ergebnis für H_{2}S-Bildung.

Natriumdesoxycholat dient dabei als Hemmstoff gegen grampositive Bakterien. Das Nährmedium hat unbeimpft einen pH-Wert von etwa 7,4, bei dem der pH-Indikator Phenolrot den Nährboden blassrot färbt. Fermentiert das aufgebrachte Bakterium Kohlenhydrate (etwa Xylose, Lactose oder Saccharose), so sinkt der pH-Wert und der pH-Indikator zeigt einen Farbumschlag nach gelb. Dies ist beispielsweise bei den Coliformen E. coli, Enterobacter und Klebsiella der Fall, nicht aber bei Salmonella und Shigella, so dass es hier zu keinem Farbumschlag des Indikators Phenolrot kommt.
Weiterhin enthält der XLD-Agar Natriumthiosulfat, das etwa Salmonellen zu Schwefelwasserstoff metabolisieren; dies führt zu einer zentralen Schwarzfärbung der Bakterienkolonien und ermöglicht die Differenzierung zwischen Salmonellen und Shigellen. Andere Enterobacteriaceae, wie z. B. Proteus vulgaris können eines oder mehrere der enthaltenen Kohlenhydrate unter Säurebildung verwerten, was zur Gelbfärbung des Mediums führt und sind zusätzlich in der Lage, Schwefelwasserstoff zu bilden, so dass die Kolonien ein schwarzes Zentrum aufweisen.
Die Aminosäure Lysin als weiterer Bestandteil des Mediums wird von einigen gramnegativen Bakterien unter Decarboxylierung zu Cadaverin abgebaut, dieser Abbau erhöht den pH-Wert des Mediums und lässt sich durch einen Farbumschlag des Indikators Phenolrot nach pink rund um die Kolonien erkennen.

## Typische Zusammensetzung
Der Nährboden besteht meistens aus (Angaben in Gramm pro Liter):
- Hefeextrakt 3,0
- Natriumchlorid 5,0
- Xylose 3,75
- Lactose 7,5
- Saccharose 7,5
- Lysin 5,0
- Natriumdesoxycholat 1,0
- Natriumthiosulfat 6,8
- Ammoniumeisen(III)-citrat 0,8
- Phenolrot 0,08
- Agar-Agar 14,5